# Impasse Putigneux
L'impasse Putigneux, également appelée cul-de-sac Putigneux, est une ancienne voie située dans le 4e arrondissement de Paris et qui a été supprimée en 1991.

## Situation
Au XIXe siècle, l'impasse Putigneux, d'une longueur de 65 mètres, était située dans l'ancien 9e arrondissement, quartier de l'Hôtel-de-Ville, et commençait aux 13-15, rue Geoffroy-l'Asnier et finissait en impasse.
Les numéros de la rue étaient rouges. Le dernier numéro impair était le no 11 et le dernier numéro pair était le no 4.
Au XXe siècle, l'impasse Putigneux était située dans le 4e arrondissement, quartier Saint-Gervais, et commençait aux 15-17, rue Geoffroy-l'Asnier et finissait en impasse.

## Origine du nom
Son nom, qui date du XIVe siècle, est composé de 2 mots : « pute » et « teigneux ». En effet, cette rue était alors habitée par des prostituées.

## Historique
Cette rue reliait, du temps de Saint-Louis, la rue Geoffroy-l'Asnier à la rue des Barres.
Elle est citée dans Le Dit des rues de Paris, de Guillot de Paris, sous le nom de « rue Ermeline-Boiliaue » comme allant de la rue Forgier l'Anier à la rue Saint-Jehan-de-Grève.
Au XVe siècle, elle fut fermée du côté de la rue des Barres et devint un cul-de-sac.
Par la suite elle fut habitée par des prostituées et elle prit ainsi le nom de « cul-de-sac Putigneux », puis « impasse Putigneux ».
Cette impasse servait d'entrée à un jeu de paume vers l'année 1640.
Une décision ministérielle du 9 mai 1807 signée Champagny fixe la largeur de cette voie publique à 7 mètres.
Une ordonnance royale du 26 janvier 1843 supprime une partie de cette voie.
La voie est définitivement supprimée en 1991, mais apparait toujours en 2017 sur les plans de Paris et permet d'accéder au mémorial de la Shoah.